# Юр'ївське
Ю́р'ївське — село в Україні, у Юр'ївській селищній громаді Павлоградського району Дніпропетровської області. Населення за переписом 2001 року становить 79 осіб.

## Географія
Село Юр'ївське знаходиться на березі безіменної пересихаючої річечки, вище за течією примикає село Вербське, нижче за течією на відстані 3 км розташоване село Варварівка. На річці зроблена велика загата.

## Історія
У 2016 - 2020 роках перебувало у складі Варварівської сільської громади.
12 червня 2020 року, відповідно до розпорядження Кабінету Міністрів України № 709-р «Про визначення адміністративних центрів та затвердження територій територіальних громад Дніпропетровської області», увійшло до складу Юр'ївської селищної громади.
19 липня 2020 року, в результаті адміністративно-територіальної реформи та ліквідації Юр'ївського району, село увійшло до складу Павлоградського району.

## Інтернет-посилання
- Погода в селі Юр'ївське